# Liste der Biografien/Hoa
Liste der Biografien |
Portal Biografien |
Personensuche
# |
A |
B |
C |
D |
E |
F |
G |
H |
I |
J |
K |
L |
M |
N |
O |
P |
Q |
R |
S |
T |
U |
V |
W |
X |
Y |
Z |
?
 
Ha |
Hd |
He |
Hi |
Hj |
Hk |
Hl |
Hm |
Hn |
Ho |
Hr |
Hs |
Ht |
Hu |
Hv |
Hw |
Hy
 
Hoa |
Hob |
Hoc |
Hod |
Hoe |
Hof |
Hog–Hok |
Hol |
Hom |
Hon |
Hoo |
Hop |
Hoq |
Hor |
Hos |
Hot |
Hou |
Hov |
How |
Hox |
Hoy |
Hoz
Die Liste der Biografien führt alle Personen auf, die in der deutschsprachigen Wikipedia einen Artikel haben. Dieses ist eine Teilliste mit 77 Einträgen von Personen, deren Namen mit den Buchstaben „Hoa“ beginnt.

## Hoa

### Hoad
- Hoad, Lew (1934–1994), australischer Tennisspieler
- Hoad, Tom (* 1940), australischer Wasserballspieler und -trainer
- Hoadley, Charles (1887–1947), australischer Geologe und Polarforscher
- Hoadly, George (1826–1902), US-amerikanischer Politiker

### Hoag
- Hoag, Cassidi (* 1999), kanadische Schauspielerin
- Hoag, Jan (* 1948), US-amerikanische Schauspielerin
- Hoag, Judith (* 1963), US-amerikanische SchauspielerinJudith Hoag (* 1963)

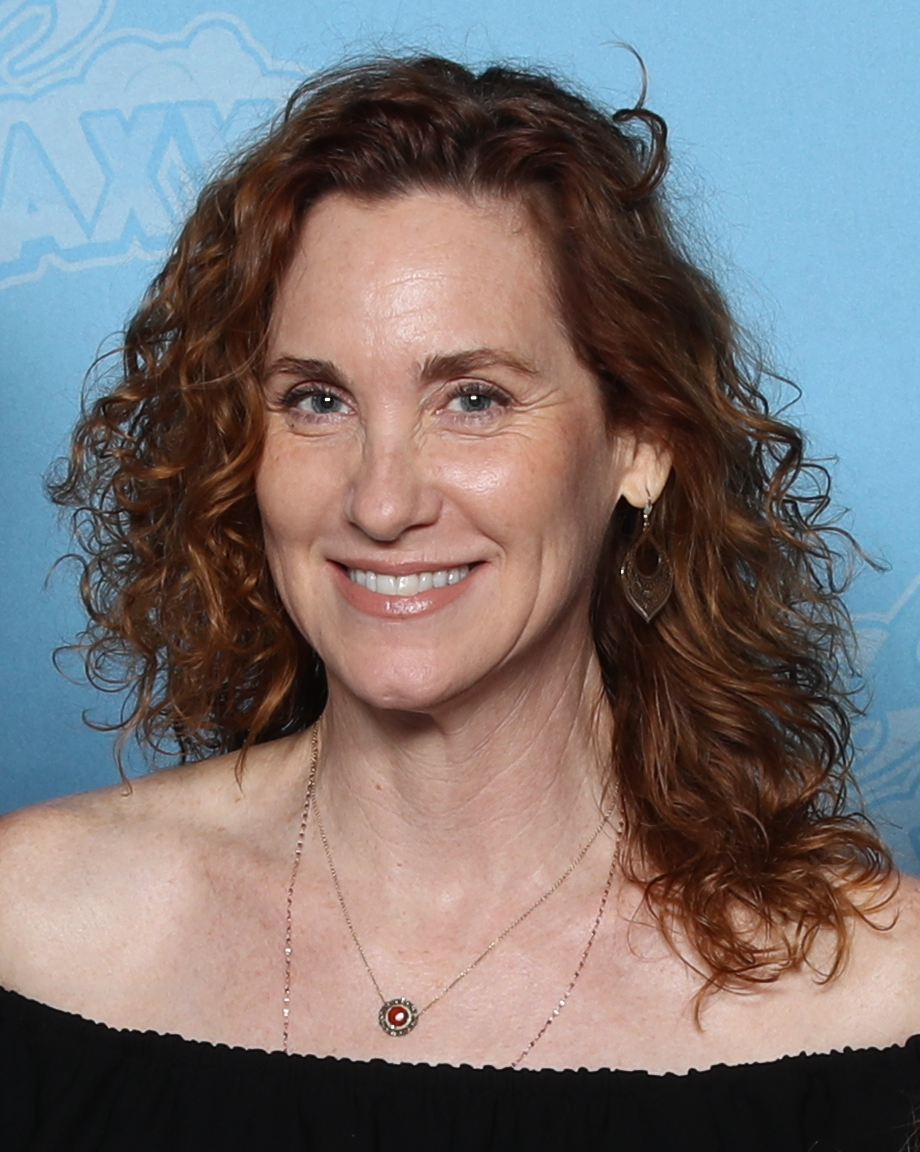
Judith Hoag (* 1963)

- Hoag, Mitzi (1932–2019), US-amerikanische Schauspielerin
- Hoag, Peter Jr. (* 1954), US-amerikanischer Biathlet
- Hoag, Tami (* 1959), US-amerikanische Schriftstellerin
- Hoag, Truman H. (1816–1870), US-amerikanischer Politiker
- Hoagland, Dennis R. (1884–1949), US-amerikanischer Pflanzenphysiologe und Bodenchemiker
- Hoagland, Ellsworth (1892–1972), US-amerikanischer Filmeditor
- Hoagland, Hudson (1899–1982), amerikanischer Neurowissenschaftler
- Hoagland, Mahlon (1921–2009), US-amerikanischer Biochemiker
- Hoagland, Moses (1812–1865), US-amerikanischer Politiker
- Hoagland, Peter (1941–2007), US-amerikanischer Politiker
- Hoagland, Richard C. (* 1945), US-amerikanischer Autor

### Hoan
- Hoan, Daniel (1881–1961), US-amerikanischer Politiker
- Hoan, Trần Đình (1939–2010), vietnamesischer Politiker
- Hoàng Anh (1912–2016), vietnamesischer Politiker und Oberst
- Hoàng Anh Tuấn (* 1965), vietnamesischer Diplomat
- Hoàng Anh Tuấn (* 1985), vietnamesischer Gewichtheber
- Hoàng Đức Oanh, Michael (* 1938), vietnamesischer Geistlicher, emeritierter Bischof von Kontum
- Hoàng Hữu Nam (1911–1947), vietnamesischer Unabhängigkeitskämpfer, Politiker und Diplomat
- Hoàng Minh Chính (1922–2008), vietnamesischer Dissident
- Hoàng Minh Tiến, Dominic (* 1969), vietnamesischer Geistlicher, römisch-katholischer Bischof von Hưng Hóa
- Hoàng Nguyên Thanh (* 1995), vietnamesischer Langstreckenläufer
- Hoàng Quốc Việt (1905–1992), vietnamesischer Politiker
- Hoàng Thanh Trang (* 1980), ungarische Schachspielerin vietnamesischer Herkunft
- Hoàng Thị Ngọc (* 1995), vietnamesische Leichtathletin
- Hoàng Van Dat, Cosme (* 1947), vietnamesischer Ordensgeistlicher, emeritierter römisch-katholischer Bischof von Bắc Ninh
- Hoàng Văn Thái (1915–1986), vietnamesischer Kommunist, General und Politiker
- Hoàng Van Tiem, Joseph (1938–2013), vietnamesischer Geistlicher, römisch-katholischer Bischof von Bùi Chu
- Hoàng Vĩnh Lộc (1925–1981), südvietnamesischer Regisseur, Filmproduzent und Schauspieler
- Hoàng Vũ, Samson (* 1988), vietnamesischer Fußballspieler
- Hoang, Antoine (* 1995), französischer Tennisspieler
- Hoang, Antonin-Tri (* 1989), französischer Jazzmusiker (Klarinetten, Altsaxophon, Komposition)
- Hoàng, Cầm (1922–2010), vietnamesischer Schriftsteller und Dichter
- Hoàng, Cơ Minh (1935–1987), Vorsitzender der Việt Tân
- Hoàng, Dư Ý (* 2004), vietnamesische Leichtathletin
- Hoàng, Hoa Thám (1858–1913), vietnamesischer Banditen- und Rebellenführer
- Hoàng, Thị Loan (* 1995), vietnamesische Fußballtorspielerin
- Hoàng, Thị Minh Hồng (* 1972), vietnamesische Umweltaktivistin
- Hoàng, Tụy (1927–2019), vietnamesischer Mathematiker
- Hoàng, Văn Hoan (1905–1991), vietnamesischer Politiker
- Hoàng, Xuân Vinh (* 1974), vietnamesischer Sportschütze
- Hoang-Ngoc, Liêm (* 1964), französischer Politiker, MdEP

### Hoar
- Hoar, Ebenezer R. (1816–1895), US-amerikanischer Jurist und Politiker
- Hoar, George Frisbie (1826–1904), US-amerikanischer Politiker
- Hoar, Joseph P. (1934–2022), US-amerikanischer Militär, General des US Marine Corps; Kommandeur des US Central Command
- Hoar, Melissa (* 1983), australische Skeletonpilotin
- Hoar, Peter, britischer Filmregisseur und -produzent
- Hoar, Rockwood (1855–1906), US-amerikanischer Politiker
- Hoar, Roger Sherman (1887–1963), amerikanischer Politiker und Science-Fiction-Autor
- Hoar, Samuel (1778–1856), US-amerikanischer Politiker
- Hoar, Sherman (1860–1898), US-amerikanischer Jurist und Politiker
- Hoar, Tony (1932–2019), britischer Radrennfahrer
- Hoarau, Élie (* 1938), französischer Politiker (Parti communiste réunionnais), Mitglied der Nationalversammlung, MdEP
- Hoarau, Gérard (1950–1985), seychellischer Politiker
- Hoarau, Guillaume (* 1984), französischer FußballspielerGuillaume Hoarau (* 1984)

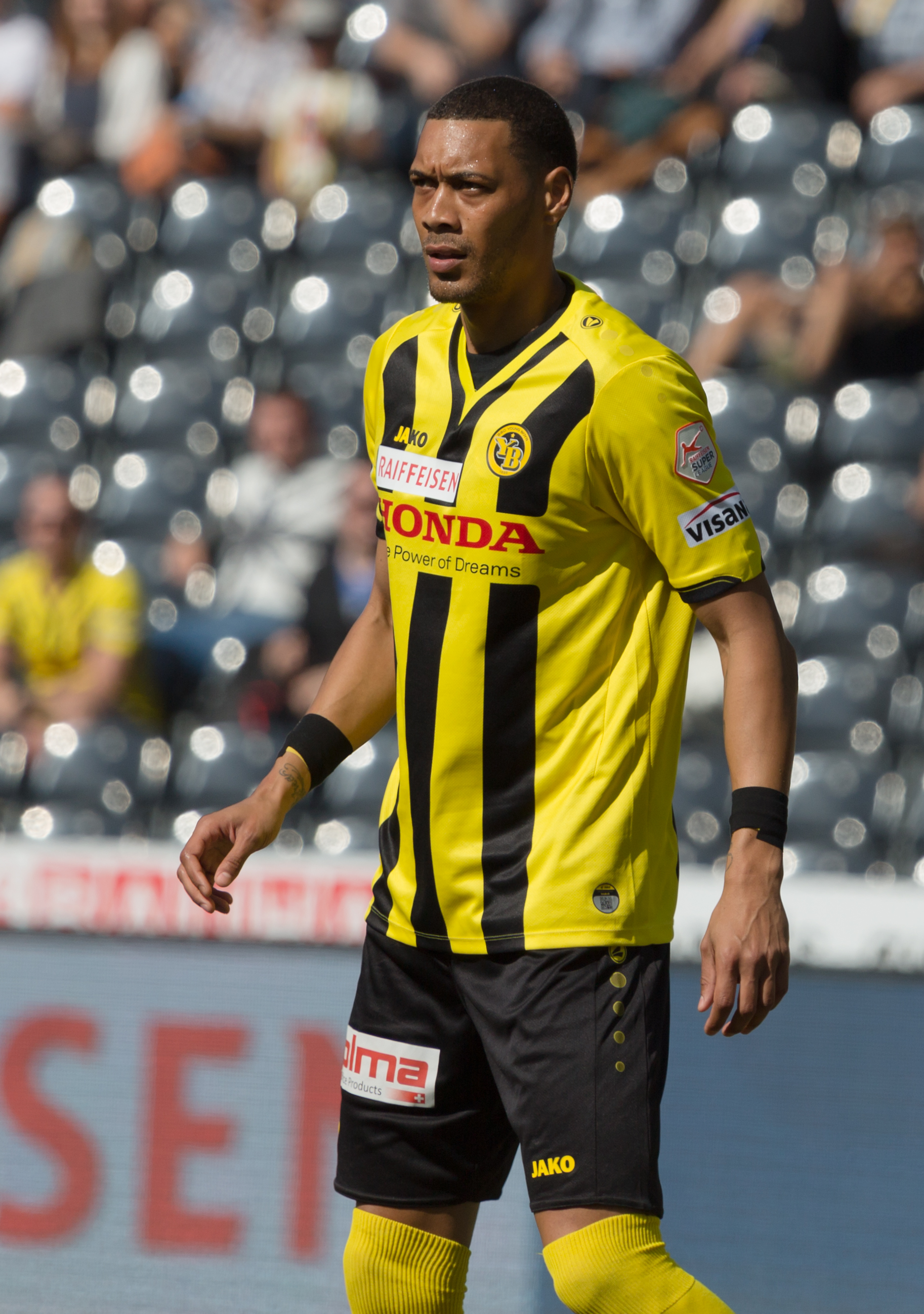
Guillaume Hoarau (* 1984)

- Hoarau, Pauline (* 1994), französisches Model
- Hoard, Antwon (* 1972), US-amerikanisch-französischer Basketballspieler
- Hoard, Charles B. (1805–1886), US-amerikanischer Politiker
- Hoard, Jaylen (* 1999), französischer Basketballspieler
- Hoard, William D. (1836–1918), US-amerikanischer Politiker
- Hoare, Henry der Jüngere (1705–1785), britischer Bankier, Kunstsammler, Schöpfer des Landschaftspark von Stourhead
- Hoare, Mary (1744–1820), englische Malerin
- Hoare, Mike (1919–2020), irischer Offizier, Söldner und AutorMike Hoare (1919–2020)

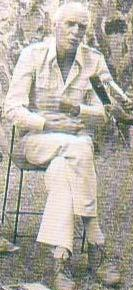
Mike Hoare (1919–2020)

- Hoare, Nathalie (* 1988), deutsche Fußballspielerin
- Hoare, Oliver (* 1997), australischer Mittelstreckenläufer
- Hoare, Reginald (1882–1954), britischer Botschafter
- Hoare, Samuel, 1. Viscount Templewood (1880–1959), britischer Politiker, Mitglied des House of Commons, Minister
- Hoare, Sean († 2011), britischer Journalist
- Hoare, Tony (* 1934), britischer Informatiker, Entwickler des Quicksort-Algorithmus sowie des Hoarekalküls
- Hoareau, John (* 1969), seychellischer Politiker, Mitglied der Nationalversammlung

### Hoas
- Hoashi, Banri (1778–1852), japanischer Konfuzianer, Arzt und Naturkundler